# Marcus Aemilius Lepidus (triumvir)
Marcus Aemilius Lepidus (Latijn: M·AEMILIVS·M·F·Q·N·LEPIDVS) was een Romeins patriciër uit de eerste eeuw v.Chr. Zijn broer was Lucius Aemilius Paulus, een fervent tegenstander van het Tweede Triumviraat waartoe Marcus Aemilius behoorde. Zijn vader, die dezelfde naam droeg, is vooral bekend om zijn opmars tegen Rome in 77 v. Chr.

## Levensloop
Marcus Aemilius Lepidus wordt voor het eerst vermeld in 52 v.Chr. toen hij aangeduid werd als interrex na de dood van Clodius. Zijn taak was om de comitia samen te roepen en daarna over te gaan tot de verkiezing van twee nieuwe consuls. Toen hij dit echter weigerde werd zijn huis aangevallen door aanhangers van Clodius en werd hij verplicht Rome te ontvluchten. Zijn eerste politieke stappen waren dus niet echt succesvol.

### Medestander van Caesar
In 49 v.Chr. zag hij zijn kans schoon om terug te keren naar Rome. Toen Caesar triomferend Rome binnentrok reed Lepidus aan zijn zijde. Caesar achtervolgde zijn gevluchte vijanden naar Griekenland en stelde Lepidus aan als praetor urbanus in datzelfde jaar. Dit betekende niet dat Caesar hem blindelings vertrouwde. Hij liet Marcus Antonius, zijn rechterhand, achter om de vrede te bewaren in het woelige Italië. Als praetor liet Lepidus Caesar verkiezen tot dictator zodat die geen rekening meer hoefde te houden met de Senaat.
Het daaropvolgende jaar werd Lepidus propraetor en verkreeg hij de provincie Hispania Ulterior. Hij slaagde erin het conflict tussen de voormalige gouverneur van die provincie, Quintus Cassius Longinus, en diens voormalig quaestor Marcus Marcellus, zonder bloedvergieten op te lossen. Hiervoor verkreeg hij de titel van Imperator, een titel die normaal alleen maar gegeven werd aan generaals die een grote overwinning behaald hadden. Het betekende eveneens dat hij de eer kreeg om zijn eigen triomftocht door Rome te houden. In de loop van datzelfde jaar benoemde Caesar hem bovendien tot Magister equitum en in 46 v.Chr. werd hij zelfs verkozen als tweede consul, aan de zijde van Caesar.
Bij de moord op Caesar (44 v.Chr.) ontsnapte Lepidus ternauwernood aan de dood. Sommige van de moordenaars van Caesar, waaronder Cassius, wilden ook Lepidus en Antonius vermoorden, maar onder druk van Marcus Junius Brutus ging dat niet door. In Brutus’ redenering was de moord op Caesar gerechtvaardigd omdat hij de Republiek ten val wilde brengen; Lepidus en Antonius beschikten niet over de machtsmiddelen om dit te verwezenlijken en daarom vond Brutus het onwettig om hen ook te vermoorden.
Lepidus was sinds enkele weken tot proconsul aangesteld van Gallia Narbonensis en Hispania Citerior, en was op het ogenblik van de moord troepen aan het rekruteren in en rond Rome om mee te nemen naar zijn nieuwe provincies. Na de moord besloot hij met zijn nieuw gelichte troepen naar Rome te trekken. Antonius onderhandelde echter een schijnvrede tussen de aanhangers van Caesar en zijn moordenaars, waarna Lepidus zijn troepen terugtrok en een bloedbad werd voorkomen.
Wegens zijn steun aan Antonius werd Lepidus benoemd tot pontifex maximus op voorstel van Antonius. Dit versterkte hun onderlinge band en dit kon later nog van pas komen. Bovendien huwelijkte Antonius zijn dochter uit aan de zoon van Lepidus.

### Triumviraat
Lepidus’ nut in Rome zat er op en Antonius liet hem naar zijn provincies vertrekken. Hij kreeg de taak mee een verzoening met Sextus Pompeius te onderhandelen. Lepidus slaagde in zijn missie en werd zowel geprezen door Antonius als door de Senaat, die tot een supplicatio te zijner ere besliste.
Kort nadien kwam het tot een openlijke confrontatie tussen Antonius en de Senaat: Antonius had immers het bestuur gekregen over de provincie Gallia Cisalpina, dat echter nog in handen was van Decimus Brutus, die weigerde om ze op te geven. Antonius ging hierop Decimus Brutus belegeren die zich verschanste in Mutina. De Senaat koos de kant van Decimus en stuurde een leger op Antonius af. Lepidus bleef hierbij lange tijd neutraal. Hij beschikte over tien legioenen en het lot van Rome lag dus in zijn handen. Alhoewel hij de Senaat er ettelijke keren van overtuigde dat hij hen steunde, dachten zijn soldaten, grotendeels veteranen van Caesar, hier anders over. Toen Antonius, verslagen bij Mutina, voor steun aanklopte bij Lepidus, sloot die zich bij hem aan.
Octavianus, de adoptiefzoon van Caesar die zich als twintigjarige had laten benoemen tot consul en het leger van de Senaat aanvoerde, besefte dat de kansen gekeerd waren ten gunste van Antonius en Lepidus. Hij zocht contact met hen en ontmoette hen bij Bononia. Met zijn drieën sloten ze een officieel triumviraat en verdeelden ze het Romeinse Rijk onder hun drieën. Lepidus kreeg heel Hispania en Gallia Narbonensis en werd bovendien verkozen tot consul voor het jaar 42 v.Chr. Terwijl Antonius en Octavianus de achtervolging inzetten op Brutus en Cassius, bleef Lepidus achter in Italië om de orde te handhaven. Van zijn tien legioenen mocht hij er maar drie behouden. De rest werd verdeeld onder Antonius en Octavianus. 
Tijdens de proscriptie van de vijanden van het triumviraat werd merkwaardig genoeg ook Lepidus’ broer, de oud-consul 
Lucius Aemilius Paullus vogelvrij verklaard.

### Neergang
Gedurende heel het jaar verbleef Lepidus in Rome als consul. Hij zou echter nooit de kans krijgen om de hem toegewezen provincies te besturen. Na de overwinning van Octavianus en Antonius bij Philippi (42 v.Chr.) tegen Brutus en Cassius keerden ze zich tegen Lepidus. Op beschuldiging van contact met Sextus Pompeius, die vanuit Sicilië met zijn piratenvloot de Middellandse Zee onveilig maakte, werden zijn provincies hem afgenomen. Er werden echter geen bewijzen gevonden en als verontschuldiging kreeg hij de provincie Africa toegewezen. De twee andere triumvirs waren hem echter liever kwijt dan rijk en het was pas in 40 v.Chr. dat hij effectief Africa kon besturen. Octavianus had hiervoor gezorgd, zij het alleen maar omdat hij een bondgenoot wilde hebben indien hij in conflict zou komen met Antonius.
Bij de hernieuwing van het triumviraat in 37 v.Chr. werd Lepidus er toch bijgehouden. Het was echter enkel een formaliteit want hij had nu nauwelijks nog enige macht. Het zou niet lang duren voor hij ook effectief verwijderd werd. In 36 v.Chr. besloot Octavianus om Sextus Pompeius uit te schakelen. Hiervoor riep hij de hulp in van Lepidus, die met twaalf legioenen vanuit Africa naar Sicilië vertrok. Lepidus zag zijn kans schoon om zich opnieuw te laten gelden. Hij eiste Sicilië voor zichzelf op en zonder op Octavianus te wachten veroverde hij eerst Lilybaeum en de omringende steden om zich daarna te concentreren op Messana. De acht legioenen van Sextus Pompeius die hier gelegerd waren liepen over naar Lepidus die nu beschikte over ongeveer twintig legioenen. Hij voelde zich nu sterk genoeg om zich te verzetten tegen Octavianus. 
Lepidus had verschillende van de belangrijkste steden op het eiland ingenomen, maar had het gevoel dat Octavianus hem niet als gelijke behandelde. Lepidus verklaarde dat Sicilië zou moeten worden toegevoegd aan zijn invloedssfeer. Na onderhandelingen stelde hij een alternatief voor: Octavianus kon Sicilië en Africa hebben, op voorwaarde dat hij Lepidus diens vroegere gebieden in Spanje en Gallië teruggaf, die Lepidus wettelijk gezien toekwamen op basis van de Lex Titia.
Er was echter één probleem. Lepidus mocht dan al beschikken over twintig legioenen, zijn soldaten hadden weinig vertrouwen in zijn kwaliteiten. Bovendien ondernam Octavianus verschillende pogingen om hen voor zich te winnen. Toen hij ervan overtuigd was dat een groot deel van Lepidus’ troepen hem steunde, reed hij op een dag het kamp van Lepidus binnen en riep hij de aanwezige troepen op om een nieuwe burgeroorlog te vermijden. Alhoewel zijn opzet aanvankelijk mislukte en hij met een wond in zijn borst moest vluchten, had zijn gewaagde zet wel effect op langere termijn: Lepidus’ troepen lieten hem in de steek.
Lepidus werd verbannen naar Circeii en verloor zijn triumviraat. Zijn bezittingen en titel van Pontifex Maximus mocht hij wel behouden.
Zo eindigde het publieke leven van Marcus Aemilius Lepidus. Alhoewel hij over voldoende rijkdom beschikte om een groot leven te hebben en bovendien uit een oude Romeinse familie kwam, beschikte hij niet over het karakter dat hem groots had kunnen maken. Hij was waarschijnlijk een erg meegaand persoon die graag de makkelijke weg koos. Niettemin genoot hij toch het respect van een van de grootste persoonlijkheden uit de Romeinse geschiedenis, Julius Caesar.